# Nium
Nium — компания по трансграничным платежам со штаб-квартирой в Сингапуре. Первоначально основана Праджитом Нану и Майклом Бермингемом и запущена как платформа для денежных переводов потребителей Instarem в 2014 году. В 2016 году компания представила свою платежную платформу B2B и в 2019 году переименовалась в Nium.

## История
Основатели Праджит Нану и Майкл Бермингем разработали решение для обеспечения прозрачных и безопасных трансграничных денежных переводов за рубеж с обменными курсами, близкими к текущим. Instarem был основан на мгновенных онлайн-переводах.
К 2017 году компания начала управлять платформой трансграничных платежей, ориентированной на бизнес-пользователей, включая банки и предприятия. Компания открыла офисы в Великобритании, Гонконге, Малайзии, получив лицензии на электронные денежные переводы в Малайзии и ЕС. За тот же год объем обработанных средств достиг 1 миллиарда долларов США. В 2018 году доставка средств в режиме реального времени достигла более 50 стран, и компания запустила свою платформу для выпуска карт. Впоследствии, в 2019 году, компания провела ребрендинг на Nium с запуском платформы Nium, при этом Instarem продолжала работать как стопроцентный потребительский сервис.
В 2021 году компания совершила свои первые приобретения: Ixaris, фирма по оптимизации туристических платежей, а затем Wirecard Forex, компания по оказанию платежных услуг в Индии. В апреле 2022 года Nium приобрела сеть альтернативных платежей Socash.
Также в 2021 году Международный совет по крикету (ICC) и Nium заключили многолетнее стратегическое партнерство, включающее и объединяющее несколько глобальных мероприятий ICC до конца 2023 года - Чемпионат мира ICC по Т20 среди мужчин в Объединенных Арабских Эмиратах и Омане; Чемпионат мира ICC по Т20 среди мужчин в Австралии; Чемпионат мира ICC по Т20 среди женщин в Южной Африке; финал чемпионата мира по тестированию ICC в 2023 году; и Чемпионат мира по крикету среди мужчин ICC 2023 года, который прошёл в Индии.
26 апреля 2022 года Nium объявила о своем соглашении о приобретении Socash Pte Ltd, сингапурской сети альтернативных платежей, ориентированной на нетрадиционные физические торговые точки. Приобретение также предоставило Nium лицензию Международного центра денежных переводов от Bank Negara Malaysia (центральный банк страны). В мае компания объявила о доступности платежей в режиме реального времени в Малайзии. И сейчас Nium обрабатывает более 80% транзакций по всему миру в режиме реального времени.
В октябре 2022 года Nium объединилась с платформой криптоинфраструктуры B2B2C Zero Hash в партнерстве, которое позволяет клиентам Nium в США использовать решения для криптовалютных платежей в фиатных валютах.
В ноябре 2022 года Nium запустила платежное решение с замкнутым циклом, Nium Airline Payments (NAP), основанное на Универсальном плане авиаперелетов (UATP). NAP предоставляет авиакомпаниям, турагентам и онлайн-турагентствам (OTAs) устойчивую модель оплаты с замкнутым циклом.
В декабре 2022 года Paycell, цифровая платежная платформа Турции, объявила о стратегическом партнерстве с Nium, чтобы предлагать международные денежные переводы со счета на счет с использованием инфраструктуры деловых платежей Nium.
В 2023 году генеральный директор Nium Праджит Нану заявил в интервью Bloomberg, что его компания планирует стать публичной в США ко второму кварталу 2025 года. Они также намерены приобрести два-три платежных стартапа, особенно в Африке, на Ближнем Востоке и в Латинской Америке.
В том же году компания запустила сервис Nium Global FX для выгодного валютного обмена.
В 2024 году в компании заявили о намерении выйти на рынок Индии.
Стоимость компании в 2023 году оценивалась в 2 млрд. долларов. Компанию часто называют сингапурским единорогом.
По мнению российских аналитиков компания может стать вскоре одной из альтернатив системе SWIFT.